# Tunesier
Als Tunesier werden gemeinhin alle Staatsbürger bzw. Angehörige der Titularnation der Tunesischen Republik bezeichnet.
In der Vergangenheit hat sich in Tunesien ebenso wie im übrigen Maghreb die Kultur der eingewanderten Araber mit derjenigen der alteingesessenen Berber vermischt. Heute sprechen die Tunesier zum größten Teil arabische, nur wenige berberische Varietäten.
Tunesier sind hauptsächlich sunnitische Muslime der malikitischen Rechtsschule (heute 98 %). 
Der tunesische Dialekt des Arabischen, das Tunesisch-Arabische, gehört genetisch-typologisch ebenso wie die arabischen Varietäten Marokkos und Algeriens und das Maltesisch zum Maghrebinisch-Arabischen und weicht erheblich vom Hocharabischen ab, das auch in Tunesien als Amtssprache fungiert.

## Staatsbürgerschaft
Nach tunesischem Recht können Tunesier ihre Staatsbürgerschaft nicht „verlieren“, daher kommt es regelmäßig zu Fällen mehrfacher Staatsbürgerschaft.